# A Bid for Fortune
A Bid for Fortune er en britisk stumfilm fra 1917 af Sidney Morgan.

## Medvirkende
- A. Harding Steerman som Dr Nikola
- Violet Graham som Phyllis Wetherall
- Sydney Vautier som Dick Hattaras